# 791-й отдельный разведывательный артиллерийский дивизион
791-й отдельный армейский разведывательный артиллерийский дивизион  Резерва Главного Командования — воинское формирование Вооружённых Сил СССР, принимавшее участие в Великой Отечественной войне.
Сокращённое наименование — 791-й оарадн РГК.

## История
Сформирован в составе  Ленинградского фронта(Приказ НКО СССР № 0293 от 19 апреля 1942 года "Об изменении штатов артиллерийских частей ")   27 апреля 1942 года .
В  действующей армии с 27.04.1942 по 16.06.1944.
С  27 апреля 1942 вёл артиллерийскую разведку в интересах артиллерии соединений и объединений  Ленинградского фронта  . 
16 июня 1944 года в соответствии с приказом НКО СССР от 16 мая 1944 года №0019, директивы заместителя начальника Генерального штаба РККА от 22 мая 1944 г. №ОРГ-2/476 791-й орадн обращён на формирование  161-й  пабр 2-й уд.  армии  Ленинградского фронта .

## Состав
до июля 1943 года
- Штаб
- Хозяйственная часть
- батарея звуковой разведки (БЗР)
- батарея топогеодезической разведки (БТР)
- взвод оптической разведки (ВЗОР)
- фотограмметрический взвод (ФГВ)
- хозяйственный взвод

с июля 1943 года
- Штаб
- Хозяйственная часть
- 1-я батарея звуковой разведки (1-я БЗР)
- 2-я батарея звуковой разведки (2-я БЗР)
- батарея топогеодезической разведки (БТР)
- взвод оптической разведки (ВЗОР)
- фотограмметрический взвод (ФГВ)
- хозяйственный взвод

## Подчинение
| Дата                | Фронт               | Армия             | Корпус | Дивизия | Бригада | Примечания |
| ------------------- | ------------------- | ----------------- | ------ | ------- | ------- | ---------- |
| 27.04.42 -9.10.42г. | Ленинградский фронт | 32-я армия        | -      | -       | -       | -          |
| 9.10.42 -28.02.43г  | Ленинградский фронт | 67-я армия        | -      | -       | -       | -          |
| 1.03.43-1.07. 43г.  | Ленинградский фронт | 23-я армия        | -      | -       | -       | -          |
| 1.07.43-11.10.43г   | Ленинградский фронт | 67-я армия        | -      | -       | -       | -          |
| 11.10.43-1.11.43г   | Ленинградский фронт | 23-я армия        | -      | -       | -       | -          |
| 1.11.43-24.01.44г   | Ленинградский фронт | 67-я армия        | -      | -       | -       | -          |
| 24.01.44-1.03.44г   | Ленинградский фронт | 2-я ударная армия | -      | -       | -       | -          |
| 1.03.44-10.04.44г   | Ленинградский фронт | 59-я армия        | -      | -       | -       | -          |
| 10.04.44-15.06.44г  | Ленинградский фронт | 8-я армия         | -      | -       | -       | -          |
| 15.06.44-16.06.44г  | Ленинградский фронт | 2-я ударная армия | -      | -       | -       | -          |

## Командование дивизиона
Командир дивизиона
- капитан , майор Кожевников Николай Денисович
- гв. капитан Пискунов Анатолий Васильевич

Начальник штаба дивизиона
- ст. лейтенант , капитан Кузьмин Иван Иванович
- капитан Банных Евгений Васильевич

Заместитель командира дивизиона по политической части
- ст. политрук Мечков Владимир Александрович
- майор Гусев Артемий Давыдович

Помощник начальника штаба дивизиона
- ст. лейтенант Андрианов Павел Андреевич

Помощник командира дивизиона по снабжению

## Командиры подразделений дивизиона
Командир  БЗР(до июля 1943 года)
- капитан Ануфриев Дмитрий Григорьевич

Командир 1-й БЗР
- капитан Ануфриев Дмитрий Григорьевич

Командир 2-й БЗР
- ст. лейтенант Лихачёв Виктор Фёдорович

Командир БТР
- ст. лейтенант, капитан Банных Евгений Васильевич
- лейтенант Булькотин Сергей Петрович

Командир ВЗОР
Командир ФГВ
- мл. лейтенант Гречанюк Серафим Фёдорович